# Men's Health
Men's Health este o revistă pentru bărbați din Statele Unite, publicată în 40 de țări.
Este revista cu cele mai multe licențe și cele mai multe reviste vândute dintre publicațiile destinate bărbaților, în întreaga lume.
Subiecte revistei sunt concentrate pe sport și fitness, sănătate și nutriție, modă și îngrijire personală, relația în cuplu, reportaje.

## Men's Health în România
Revista Men's Health este prezentă și în România din martie 2005, fiind editată de Burda România.
În anii 2006 și 2007, revista a avut un tiraj mediu de 32.000 de exemplare.
În decembrie 2009, licența pentru publicarea revistei a fost preluată de compania Attica Media.